# عمدون
عمدون (به عربی: عمدون) یک منطقهٔ مسکونی در تونس است که در استان باجه واقع شده‌است.